# Ectinosoma mediterraneum
Ectinosoma mediterraneum is een eenoogkreeftjessoort uit de familie van de Ectinosomatidae. De wetenschappelijke naam van de soort is voor het eerst geldig gepubliceerd in 1975 door Kunz.